# Blackguards : L'Œil noir
Blackguards : L'Œil noir (Blackguards: Das Schwarze Auge) est un jeu vidéo de type tactical RPG développé et édité par Daedalic Entertainment, sorti en 2014 sur Windows, Mac OS, PlayStation 4 et Xbox One. Il prend place dans l'univers de L'Œil noir. Il a connu une suite intitulée Blackguards 2.

## Accueil
- Canard PC : 5/10[1]
- IGN : 7,8/10[2]
- Jeuxvideo.com : 14/20[3]